# Phú Hòa, Đồng Nai
Phú Hòa là một xã thuộc tỉnh Đồng Nai, Việt Nam.
Xã Phú Hòa có diện tích 15,56 km², dân số năm 1999 là 6.019 người, mật độ dân số đạt 387 người/km².

## Hành chính
Xã Phú Hòa được chia thành 4 ấp: 1, 2, 3, 4.